# Rhynchitomacer flavus
Rhynchitomacer flavus is een keversoort uit de familie bastaardsnuitkevers (Nemonychidae). De wetenschappelijke naam van de soort werd in 1937 gepubliceerd door Eduard Voss.